# ノバ・ボサ・ノバ
『ノバ・ボサ・ノバ』は宝塚歌劇団のショー作品。1971年初演で、作は鴨川清作。
正式タイトルは『ノバ・ボサ・ノバ　―盗まれたカルナバル―』。

## ストーリー
舞台はカルナバル前夜のブラジル、リオ・デ・ジャネイロ。
カルナバルを観光しに来た娘・エストレーラの盗まれたペンダントを巡って、義賊のソールと泥棒のオーロが次々と事件を巻き起こす。
同時にそのうらで、ソールとエストレーラ、オーロと婚約者の居る物売り女・ブリーザと婚約者の物売り男・マール、メール夫人とボールソの、3つの恋がそれぞれに進行する。物語の狂言回しは、ルーア神父とシスター・マーマ。
ソールがオーロの盗んだペンダントを追ううち、ソールとエストレーラは身分違いの恋に落ち、泥棒オーロはブリーザと熱烈な恋をする。嫉妬に狂ったマールは、オーロを刺そうとして、誤ってブリーザを殺してしまう。
一夜明け、盗まれたペンダントを取り返したソールは、エストレーラに別れのキスをして、エストレーラは泣きながら去っていく。
エストレーラが残していったペンダントは、再び流れ流れて、シスター・マーマの義援金箱の中へ。
そんな人々を飲み込んでカルナバルは盛り上がり、カリオカたちの熱気の中でショーの幕は下りる。

## 主な登場人物
- ソール(義賊)
- エストレーラ(観光客の富豪の娘)
- オーロ(泥棒)
- マール(物売りの男、ブリーザの婚約者)
- ブリーザ(物売りの娘、マールの婚約者)
- メール夫人(エストレーラの母)
- ルーア神父
- シスター・マーマ(尼僧)
- ボーロ(ソールを慕う少年)
- ボールソ(オーロの子分)

## 上演記録
1971年 - 1972年・星組公演（初演）
1971年5月29日から6月29日まで宝塚大劇場で公演後、翌年の1972年、3月2日から3月29日まで東京宝塚劇場で公演。その後、1972年4月9日から4月20日に中日劇場・5月18日から5月28日まで福岡スポーツセンターで続演。
宝塚公演の形式名は「ミュージカル・ショー」。24場。
併演は『いのちある限り』（宝塚・中日・福岡）、『いつの日か逢わん』（東京）。
1971年 - 1972年・雪組公演
1971年8月6日から8月31日まで東京宝塚劇場で公演後、翌年10月3日から10月31日に宝塚大劇場で公演。
宝塚大劇場公演時には、ソール役を郷ちぐさが務めた。
宝塚公演時の形式名は「ミュージカル・ショー」。24場。
併演は『ペーターの青春』（東京）、『落葉のしらべ』（宝塚）。
1976年・花組公演
8月12日から9月28日（新人公演：9月17日）まで宝塚大劇場、10月29日から11月28日（新人公演：11月14日）まで東京宝塚劇場で公演。翌年3月3日から3月13日に中日劇場で続演。宝塚・東京の演出は草野旦が担当。
文化庁芸術祭で優秀賞を受賞。
宝塚公演時の形式名は「ミュージカル・ショー」。24場。
併演は『うつしよ紅葉』。（中日劇場公演では、タイトルが『うつしよ桜』に変更）
1999年・雪組公演
4月2日から5月10日（新人公演は4月20日）まで宝塚大劇場、7月2日から8月15日（新人公演は7月13日）までTAKARAZUKA1000days劇場（東京公演）で公演し、宝塚歌劇団85期生の初舞台公演。構成・演出は草野旦が担当。
形式名は「ミュージカル・ショー」。28場。
再演を記念して開幕前に前夜祭が行われ、真帆志ぶき、郷ちぐさ、汀夏子、麻実れいがゲスト出演した。
マールを安蘭けい（宝塚：4月2日～4月13日・5月10日、東京：7月2日～7月15日・8月14日～8月15日）、成瀬こうき（宝塚：4月15日～4月27日、東京：7月16日～7月30日）、朝海ひかる（宝塚：4月29日～5月9日、東京：7月31日～8月13日）が役替わりで務めた。
ブリーザを朝海ひかる（宝塚：4月2日～4月13日・5月10日、東京：7月2日～7月15日・8月14日～8月15日）、安蘭けい（宝塚：4月15日～5月9日、東京：7月16日～8月13日）が役替わりで務めた。
メール夫人を成瀬こうき（宝塚：4月2日～4月13日・4月29日～5月10日、東京：7月2日～7月15日・7月31日～8月15日）、朝海ひかる（宝塚：4月15日～4月27日、東京：7月16日～7月30日）が役替わりで務めた。
併演は『再会』。
|                  | マール      | ブリーザ    | メール夫人  |
| ---------------- | ----------- | ----------- | ----------- |
| 4月2日～4月13日  | 安蘭 けい   | 朝海 ひかる | 成瀬 こうき |
| 4月15日～4月27日 | 成瀬 こうき | 安蘭 けい   | 朝海 ひかる |
| 4月29日～5月9日  | 朝海 ひかる | 安蘭 けい   | 成瀬 こうき |
| 5月10日          | 安蘭 けい   | 朝海 ひかる | 成瀬 こうき |

|                  | マール      | ブリーザ    | メール夫人  |
| ---------------- | ----------- | ----------- | ----------- |
| 7月2日～7月15日  | 安蘭 けい   | 朝海 ひかる | 成瀬 こうき |
| 7月16日～7月30日 | 成瀬 こうき | 安蘭 けい   | 朝海 ひかる |
| 7月31日～8月13日 | 朝海 ひかる | 安蘭 けい   | 成瀬 こうき |
| 8月14日～8月15日 | 安蘭 けい   | 朝海 ひかる | 成瀬 こうき |

1999年・月組公演
5月14日から6月21日（新人公演は6月8日）まで宝塚大劇場、8月20日から9月27日（新人公演は8月31日）までTAKARAZUKA1000days劇場で公演。構成・演出は草野旦が担当。
形式名は「ミュージカル・ショー」。28場。
雪組からのロングラン公演となり、85期生が引き続き大劇場公演のみ出演した。
併演は『螺旋のオルフェ』。
当時中学生だった夢咲ねねは修学旅行でこの作品を観劇して宝塚歌劇を志した。
2011年・星組公演
4月15日(金)から5月16日(月)（新人公演：5月3日（火）18：00開演）まで宝塚大劇場、6月3日(金)から7月3日(日（新人公演：6月16日（木）18：30開演）まで東京宝塚劇場で公演。その後、選抜メンバーにて8月1日(月)から8月23日(火)まで博多座、9月17日(土)から9月25日(日)まで中日劇場で続演。演出は藤井大介が担当。
大劇場公演は、宝塚歌劇団97期生が初舞台を踏んだ。
再演を記念して開幕前に前夜祭が行われ、轟悠とOGからは真帆志ぶき、郷ちぐさ、真琴つばさがゲスト出演。
宝塚大劇場・東京宝塚劇場公演では、オーロ、マール、メール夫人を夢乃聖夏、紅ゆずる、真風涼帆が役替わりで務め、マダムガードを毬乃ゆい、花愛瑞穂、音花ゆりが役替わりで務める。
博多座・中日劇場公演では、オーロ、メール夫人を夢乃、紅で役替わり、マール、ボールソを美弥るりか、壱城あずさで役替わり、マダムガードを毬乃と音花の役替わりで務めた。
併演は『めぐり会いは再び －My only shinin’ star－』。
|                              | オーロ    | マール    | メール夫人 | マダムガート |
| ---------------------------- | --------- | --------- | ---------- | ------------ |
| 4月15日（金）～4月28日（木） | 夢乃 聖夏 | 紅 ゆずる | 真風 涼帆  | 毬乃 ゆい    |
| 4月29日（金）～5月9日（月）  | 紅 ゆずる | 真風 涼帆 | 夢乃 聖夏  | 花愛 瑞穂    |
| 5月10日（火）～5月16日（月） | 真風 涼帆 | 夢乃 聖夏 | 紅 ゆずる  | 音花 ゆり    |

|                              | オーロ    | マール    | メール夫人 | マダムガート |
| ---------------------------- | --------- | --------- | ---------- | ------------ |
| 6月3日（金）～6月10日（金）  | 夢乃 聖夏 | 真風 涼帆 | 紅 ゆずる  | 毬乃 ゆい    |
| 6月11日（土）～6月24日（金） | 真風 涼帆 | 紅 ゆずる | 夢乃 聖夏  | 音花 ゆり    |
| 6月25日（土）～7月3日（日）  | 紅 ゆずる | 夢乃 聖夏 | 真風 涼帆  | 花愛 瑞穂    |

|                              | オーロ    | マール      | メール夫人 | ボールソ    | マダムガート |
| ---------------------------- | --------- | ----------- | ---------- | ----------- | ------------ |
| 8月1日（月）～8月12日（金）  | 夢乃 聖夏 | 壱城 あずさ | 紅 ゆずる  | 美弥 るりか | 毬乃 ゆい    |
| 8月13日（土）～8月23日（火） | 紅 ゆずる | 美弥 るりか | 夢乃 聖夏  | 壱城 あずさ | 音花 ゆり    |

|                              | オーロ    | マール      | メール夫人 | ボールソ    | マダムガート |
| ---------------------------- | --------- | ----------- | ---------- | ----------- | ------------ |
| 9月17日（土）～9月20日（火） | 紅 ゆずる | 壱城 あずさ | 夢乃 聖夏  | 美弥 るりか | 音花 ゆり    |
| 9月22日（木）～9月25日（日） | 夢乃 聖夏 | 美弥 るりか | 紅 ゆずる  | 壱城 あずさ | 毬乃 ゆい    |

## スタッフ

### 1971年・1972年 星組
宝塚大劇場公演
- 作・演出：鴨川清作[4]
- 作曲[4]・編曲[4]：中井光晴・入江薫・寺田瀧雄・吉崎憲治
- 音楽指揮：橋本和明[4]
- 歌唱指導：水島早苗[4]
- 振付[4]：喜多弘・県洋二・朱里みさを・司このみ
- 装置[22]：静間潮太郎・大橋泰弘
- 衣装：静間潮太郎[22]
- ヘア・デザイン：畠山順吉[22]
- 照明：今井直次[22]
- 小道具：万波一重[22]
- 効果：扇野信夫[22]
- 音響監督：松永浩志[22]
- 演出助手[22]：草野旦・太田哲則
- 制作：野田浜之助[22]

東京宝塚劇場・中日劇場・福岡スポーツセンター公演
主なスタッフに鴨川清作がいる。

### 1971年・1972年 雪組
東京宝塚劇場
主なスタッフに鴨川清作がいる。
宝塚大劇場公演
- 作・演出：鴨川清作[7]
- 作曲[7]・編曲[7]：中井光晴・入江薫・寺田瀧雄・吉崎憲治
- 音楽指揮：橋本和明[7]
- 歌唱指導[7]：橋本和明、水島早苗
- 振付[7]：喜多弘・県洋二・朱里みさを・司このみ
- 装置[7]：静間潮太郎・大橋泰弘
- 衣装：静間潮太郎[7]
- ヘアーデザイン：畠山順吉[7]
- 照明：今井直次[7]
- 小道具：万波一重[7]
- 効果：扇野信夫[7]
- 音響監督：松永浩志[7]
- 演出助手[7]：草野旦・三木章雄・村上信夫
- 制作：大谷真一[7]

### 1976年 花組
宝塚大劇場公演
- 音楽[23]：中井光晴・入江薫・寺田瀧雄・吉崎憲治
- 音楽指揮：橋本和明[23]
- 歌唱指導：水島早苗[24]
- 振付[23]：喜多弘・司このみ・県洋二・朱里みさを
- 装置：静間潮太郎[23]
- 衣装：静間潮太郎[23]
- ヘア・デザイン：畠山順吉[24]
- 照明：今井直次[24]
- 音響：松永浩志[24]
- 小道具：万波一重[24]
- 効果：扇野信夫[24]
- 演出補：草野旦[24]
- 演出助手：三木章雄[24]
- 制作[24]：松原徳一・三宅征夫

東京宝塚劇場・中日劇場公演
主なスタッフに鴨川清作

### 1999年 雪組
※氏名の後ろの「宝塚」、「東京」の文字はその劇場のみ担当。
- 作：鴨川清作[13]
- 構成・演出：草野旦[13]
- 作曲[13]・編曲[13]：入江薫・寺田瀧雄・吉崎憲治・高橋城・宮原透
- 音楽指揮：佐々田愛一郎[13]
- 振付[13]：喜多弘・羽山紀代美・尚すみれ・室町あかね・上島雪夫・伊賀裕子・御織ゆみ乃・若央りさ
- 装置：大橋泰弘[13]
- 衣装：静間潮太郎[13]
- 照明：今井直次[13]
- 音響：加門清邦[13]
- 小道具：万波一重[13]
- 効果：扇野信夫[13]
- 演出補：中村一徳[13]
- 演出助手：鈴木圭[13]
- 装置助手：國包洋子[13]
- 衣装補：河底美由紀[13]
- 照明助手：藤野光明[13]
- 舞台進行：恵見和弘[13]
- 舞台監督：藤村信一[16]（東京）・波紫衛[16]（東京）・福尾晋吾[16]（東京）・宮脇学[16]（東京）
- 舞台美術製作：株式会社 宝塚舞台[13]
- 演奏：宝塚管弦楽団[13]（宝塚）
- 録音演奏：宝塚管弦楽団[16]（東京）
- 制作[13]：村上信夫・久保孝満
- 新人公演の演出担当：中村一徳[14]（宝塚）・鈴木圭[16]（東京）

### 1999年 月組
※氏名の後ろの「東京」の文字はその劇場のみ担当。
作、構成・演出、作曲・編曲、音楽指揮、振付、装置、衣装、照明、音響、小道具、効果、演出補、装置助手、衣装補、照明助手、舞台美術製作、宝塚公演での演奏は1999年の雪組と同じ。
- 演出助手：鈴木圭[14]
- 舞台進行[14]：西原徳充・表原渉
- 舞台監督：藤村信一[16]（東京）・林田勇吾[16]（東京）・木村信也[16]（東京）・宮脇学[16]（東京）
- 録音演奏：宝塚管弦楽団[16]（東京）
- 衣装生地提供：日東紡績 株式会社[14]
- 制作[14]：小野真哉、村上信夫
- 新人公演の演出担当：鈴木圭[14][16]

### 2011年 星組
※氏名の後ろの「宝塚」、「東京」の文字はその劇場のみ担当。
宝塚大劇場・東京宝塚劇場公演
- 作：鴨川清作
- 演出：藤井大介
- 作曲・編曲：入江薫・寺田瀧雄・吉崎憲治・吉田優子・青木朝子・手島恭子
- 音楽指揮：御﨑惠
- 振付：喜多弘（宝塚）・羽山紀代美・尚すみれ・室町あかね・上島雪夫・御織ゆみ乃・若央りさ
- 装置：新宮有紀
- 衣装スーパーバイザー：静間潮太郎
- 衣装：河底美由紀
- 照明：佐渡孝治
- 音響：大坪正仁
- 小道具：石橋清利
- 口上指導：立ともみ（宝塚）
- 歌唱指導：矢部玲司
- 演出助手：児玉明子（宝塚）・野口幸作
- 舞台進行：表原渉
- 舞台美術製作（併演作と共通）：株式会社 宝塚舞台
- 演奏（併演作と共通）：宝塚歌劇オーケストラ（宝塚）
- 演奏コーディネート（併演作と共通）：新音楽協会（東京）
- 制作（併演作と共通）：渡辺裕
- 制作・著作（併演作と共通）：宝塚歌劇団
- 主催（併演作と共通）：阪急電鉄 株式会社

出典：2011年・星組公演　プログラム

## キャスト

### 本公演キャスト
|                   | 1971年 星組 | 1971年 雪組 | 1972年 雪組 | 1976年 花組                     | 1999年 雪組                    | 1999年 月組 |
|                   | 宝塚 東京   | 東京        | 宝塚        | 宝塚 東京                       | 宝塚 東京                      | 宝塚 東京   |
| ソール            | 真帆志ぶき  | 真帆志ぶき  | 郷ちぐさ    | 安奈淳                          | 轟悠                           | 真琴つばさ  |
| エストレーラ      | 大原ますみ  | 高宮沙千    | 高宮沙千    | 祐樹叶（宝塚） 美野真奈（東京） | 月影瞳                         | 檀れい      |
| オーロ            | 鳳蘭        | 郷ちぐさ    | 汀夏子      | みさとけい                      | 香寿たつき                     | 紫吹淳      |
| ルーア神父        | 安奈淳      | 汀夏子      | 景千舟      | 松あきら                        | 汐風幸                         | 大和悠河    |
| シスター・ マーマ | 水代玉藻    | 岸香織      | 岸香織      | 麻月鞠緒                        | 未沙のえる                     | 嘉月絵理    |
| マール            | 牧美佐緒    | 牧美佐緒    | 順みつき    | 室町あかね                      | 安蘭けい 成瀬こうき 朝海ひかる | 初風緑      |
| ブリーザ          | 大空美鳥    | 大空美鳥    | 志都美咲    | 宝純子                          | 安蘭けい 朝海ひかる            | 千紘れいか  |
| メール夫人        | 美吉左久子  | 大路三千緒  | 大路三千緒  | 明日香みやこ                    | 成瀬こうき 朝海ひかる          | 汐美真帆    |
| ラービオス        | 砂夜なつみ  | 摩耶明美    | 摩耶明美    | 八汐みちる                      | 貴咲美里                       | 西條三恵    |
| ボールソ          | 松あきら    | 景千舟      | 浦路夏子    | 新城まゆみ                      | 貴城けい                       | 大空祐飛    |
| ボーロ            | 衣通月子    | 順みつき    | 尚すみれ    | 島ゆり                          | 紺野まひる                     | 花瀬みずか  |
| ドアボーイ        | 麻実れい    | 美高悠子    | 美高悠子    | 寿ひずる                        | 立樹遥                         | 北翔海莉    |

|                   | 2011年 星組                | 2011年 星組                          |
|                   | 宝塚 東京                  | 博多座 中日                          |
| ソール            | 柚希礼音                   | 柚希礼音                             |
| エストレーラ      | 夢咲ねね                   | 夢咲ねね                             |
| オーロ            | 夢乃聖夏 紅ゆずる 真風涼帆 | 夢乃聖夏 紅ゆずる                    |
| ルーア神父        | 涼紫央                     | 涼紫央                               |
| シスター・ マーマ | 英真なおき                 | 英真なおき                           |
| マール            | 紅ゆずる 真風涼帆 夢乃聖夏 | 壱城あずさ 美弥るりか                |
| ブリーザ          | 白華れみ                   | 白華れみ                             |
| メール夫人        | 真風涼帆 夢乃聖夏 紅ゆずる | 夢乃聖夏 紅ゆずる                    |
| ラービオス        | 妃咲せあら                 | 稀鳥まりや                           |
| ボールソ          | 美弥るりか                 | 壱城あずさ 美弥るりか 礼真琴（代役） |
| ボーロ            | 音波みのり                 | 音波みのり                           |
| ドアボーイ        | 麻央侑希                   | 十碧れいや                           |

### 新人公演キャスト
|                  | 1976年花組 | 1999年雪組 | 1999年月組                      | 2011年星組                          |
| ソール           | 寿ひずる   | 立樹遥     | 霧矢大夢                        | 麻央侑希                            |
| エストレーラ     | 麻里光     | 紺野まひる | 花瀬みずか                      | 早乙女わかば                        |
| オーロ           | 真汐ちなみ | 蘭香レア   | 鳴海じゅん                      | 十碧れいや                          |
| ルーア神父       | 平みち     | 未来優希   | あゆら華央                      | 礼真琴                              |
| シスター・マーマ | 里美あきら | 愛耀子     | 大樹慎                          | 天寿光希                            |
| マール           | 八代東奈   | 麻愛めぐる | 大和悠河                        | 芹香斗亜                            |
| ブリーザ         | 美野真奈   | 貴咲美里   | 西條三恵                        | 音波みのり                          |
| メール夫人       | 芦沙織     | すがた香   | 越乃リュウ                      | 真風涼帆（宝塚） 漣レイラ（東京）   |
| ラービオス       | 月丘千景   | 愛田芽久   | 叶千佳                          | 華雅りりか                          |
| ボールソ         | 欧わたる   | 音月桂     | 北翔海莉                        | 夏樹れい                            |
| ボーロ           | 幸直美     | 天勢いづる | 湖泉きらら                      | 綺咲愛里                            |
| ドアボーイ       | 若葉ひろみ | 玲有希     | 柚希礼音（宝塚） 夏芽凛（東京） | 紫藤りゅう（宝塚） 真風涼帆（東京） |